# Culture a confine
Culture a confine est une revue inter culturelle franco-italienne en ligne.

## Historique
Découlant d'échanges en lien avec la Communauté européenne et divers pays (Portugal, Roumanie, Pologne, France, Italie ...), elle est créée en 2004 par des Italiens et des Français. Elle comprend des ramifications dans plusieurs autres pays européens tels que le Royaume-Uni, l'Allemagne, la Roumanie ou le Portugal.

## Concept
Les rédacteurs de cette revue sont engagés dans la vie culturelle de leurs pays en tant qu'enseignants, écrivains, journalistes ou en travaillant pour divers musées.
Les objectifs de cette revue sont d'une part de présenter la culture de chacun des deux pays à travers des articles sur les arts et artistes européens mais aussi de proposer des réflexions et des dossiers sur des thèmes touchant à l'évolution de l'Europe tels que la mondialisation, la définition et la compréhension de ce qu'est être européen.
Enfin, cette revue propose un Biblioforum établi en collaboration avec des maisons d'éditions telles les Éditions Verdier, Gallimard, Éditions du Seuil, CNRS éditions, éditions de l'UNESCO,... Ce biblioforum propose des présentations d'ouvrages reprenant les différents thèmes liés à la revue.